# Schildau
Schildau là một thị trấn ở huyện Nordsachsen, trong bang tự do Sachsen, nước Đức. Đô thị Schildau có diện tích 74,6 km², dân số thời điểm ngày 31 tháng 12 năm 2005 là 3732 người. Thị trấn có cự ly 12 km về phía tây nam Torgau và 40 km về phía đông thành phố Leipzig.